# Валани де Помезеу (Бихор)
Валани де Помезеу (рум. Vălani de Pomezeu) насеље је у Румунији у округу Бихор у општини Помезеу. Oпштина се налази на надморској висини од 198 m.

## Становништво
Према подацима из 2002. године у насељу је живело 678 становника.

### Попис2002.
| Расподела становништва по националности 2002.‍ | Расподела становништва по националности 2002.‍ | Расподела становништва по националности 2002.‍ | Расподела становништва по националности 2002.‍ | Расподела становништва по националности 2002.‍ |
| --------------------------------------------- | --------------------------------------------- | --------------------------------------------- | --------------------------------------------- | --------------------------------------------- |
|                                               |                                               |                                               |                                               |                                               |
| Румуни                                        | Румуни                                        |                                               | 650                                           | 96,0%                                         |
| Роми                                          | Роми                                          |                                               | 27                                            | 4,0%                                          |